# Brijesh Lawrence
Brijesh Lawrence (ur. 27 grudnia 1989) – reprezentujący Saint Kitts i Nevis lekkoatleta specjalizujący się w biegach sprinterskich.
W 2010 dotarł do ćwierćfinału biegu na 100 metrów podczas igrzysk Wspólnoty Narodów w Nowym Delhi. Podczas mistrzostw Ameryki Środkowej i Karaibów w 2011 odpadł w eliminacjach biegów na 100 i 200 metrów oraz zdobył brązowy medal w rywalizacji sztafet 4 x 100 metrów.  Na mistrzostwach świata w Daegu (2011) wraz z Jasonem Rogersem, Kimem Collinsem oraz Antionem Adamsem w eliminacjach biegu rozstawnego 4 x 100 metrów ustanowił wynikiem 38,47 rekord Saint Kitts i Nevis, a następnie w finale – po odpadnięciu przy ostatniej zmianie drużyn Wielkiej Brytanii i Stanów Zjednoczonych – o 0,01 pokonał reprezentantów Polski i zdobył brązowy medal. Na koniec sezonu 2011, razem z narodową sztafetą 4 x 100 metrów, wywalczył srebro igrzysk panamerykańskich. W 2012 był członkiem sztafety 4 x 100 m, która biegła w półfinale igrzysk olimpijskich w Londynie. Osiągnięty przez ową sztafetę czas (38,41) jest aktualnym rekordem Saint Kitts i Nevis. W 2014 zdobył srebro w sztafecie 4 × 200 metrów podczas IAAF World Relays.

## Rekordy życiowe
- bieg na 100 metrów – 10,12 (2012) / 10,11w (2014)
- bieg na 200 metrów – 20,34 (2014)
- bieg na 60 metrów (hala) – 6,62 (2014)

Lawrence jest halowym rekordzistą Saint Kitts i Nevis w biegu na 55 metrów (6,23).

## Najlepsze rezultaty według sezonów

### 100 metrów
| Rok  | Wynik | Miejsce     | Data       |
| ---- | ----- | ----------- | ---------- |
| 2016 | 10,16 | Atlanta     | 29/05/2016 |
| 2015 | 10,15 | Basse-Terre | 13/06/2015 |
| 2014 | 10,16 | Basse-Terre | 22/06/2014 |
| 2013 | 10,25 | Nowy Jork   | 30/05/2013 |
| 2012 | 10,12 | Crete       | 21/04/2012 |
| 2011 | 10,28 | Marion      | 26/05/2011 |

### 200 metrów
| Rok  | Wynik  | Miejsce   | Data       |
| ---- | ------ | --------- | ---------- |
| 2016 | 620,58 | Waco      | 23/04/2016 |
| 2015 | 20,66  | San José  | 07/08/2015 |
| 2014 | 20,34  | Walnut    | 19/04/2014 |
| 2013 | 20,79  | Nowy Jork | 30/05/2013 |
| 2012 | 20,62  | Crete     | 21/04/2012 |
| 2011 | 20,59  | Marion    | 28/05/2011 |

### 60 metrów w hali
| Rok  | Wynik | Miejsce     | Data       |
| ---- | ----- | ----------- | ---------- |
| 2016 | 6,66  | Albuquerque | 12/02/2016 |
| 2015 | 66,62 | Albuquerque | 15/02/2015 |
| 2014 | 66,62 | Albuquerque | 08/02/2014 |
| 2013 | 6,72  | Seward      | 08/02/2013 |
| 2012 | 6,68  | Lincoln     | 18/02/2012 |
| 2011 | ,64   | Lincoln     | 19/02/2011 |